# 通史
通史与断代史相对，指记述由遠古到現代各時代历史的史书，以时间为主线，连贯地叙述各个时代的一种记史方式。 
通史是相对于断代史来说的，斷代史是限於某個時代，但通史卻是跨時代式研究，不间断地记叙自古及今的历史事件。用現代史學的口吻，這是「大歷史觀」。
清代史家章學誠認為通史有「六便」和「二長」八个优点。「六便」是：免重複，均類列，便銓配，平是非，去抵牾，詳鄰事。「二長」是：具翦裁，立家法。但也有「三弊」，就是：無短長，仍原題，忘標目。何炳松指出“吾国史家之见及通史一体者，当仍首推刘知几为树之风生，至郑樵而旗帜鲜明，而章学诚为最能发扬光大”。
中國正史典籍「二十四史」中只有《史記》是跨越朝代的，其他都是以朝代的更替為起終的。以往中國傳統史家都傾向編修斷代史：如劉知幾最為反對修通史，認為通史除了浩瀚難讀外，因涉及遠古史，找尋資料並不容易；郑樵以毕生精力独纂二百卷《通志》，以“三十年著书，十年搜访图书”，成就頗豐，“闻人家有书，直到其门求读，不问其容否，读已则罢，去住曾不吝情”。清代纪昀认为，“南北宋间记诵之富，考证之勤，实未有过于樵者”。1947年顾颉刚出版的《当代中国史学》，对各家中国通史著述的評論：“所有通史多属千篇一律，彼此抄袭”，“条列史实，缺乏见解；其书无异为变相的《纲鉴辑录》或《纲鉴易知录》，极为枯燥”。中國共產黨歷史專家楊奎松也以為，寫通史“其難度之大，對寫史者各方面的知識、訓練，特別是對其掌握資料要求之高，未必是一般人所能想像的”。
隨著清末西學東漸，通史被史家發現其價值，故清末以來，史書往往都以通史形式編寫，1935年张荫麟主持编写高中历史教材《中国史纲》，在当时获得很高声誉。同時期翦伯赞亦出版同名教材，即《先秦史》和《秦汉史》，大獲成功。被戴逸称为“历史散文体裁的开创者”。其他代表作還有錢穆的《國史大綱》、黃仁宇的《中國大歷史》、白寿彝主编的《中国通史》、鄧之誠的《中華二千年史》等等。

## 資料來源
1. ↑  章學誠：《文史通義》之《釋通》
2. ↑  《通史新义》
3. ↑  楊奎松：評陳永發《中國共產革命七十年》
4. ↑  侯外庐回忆说：“抗战时代的进步青年，谁不以一睹《中国史纲》为快！不少人赞道：读翦伯赞的《中国史纲》，‘简直是一种享受’”。